# Liste der Monuments historiques in Bayon-sur-Gironde
Die Liste der Monuments historiques in Bayon-sur-Gironde führt die Monuments historiques in der französischen Gemeinde Bayon-sur-Gironde auf.

## Liste der Bauwerke
| Bezeichnung       | Beschreibung              | Standort | Kennzeichnung | Schutzstatus | Datum | Bild           |
| ----------------- | ------------------------- | -------- | ------------- | ------------ | ----- | -------------- |
| Schloss Falfas    | Erbaut im 17. Jahrhundert | (Lage)   | PA33000100    | Inscrit      | 2008  | weitere Bilder |
| Kirche Notre-Dame | Erbaut im 12. Jahrhundert | (Lage)   | PA00083130    | Classé       | 1922  | weitere Bilder |

## Liste der Objekte
| Bezeichnung | Beschreibung            | Standort                        | Kennzeichnung | Schutzstatus | Datum | Bild |
| ----------- | ----------------------- | ------------------------------- | ------------- | ------------ | ----- | ---- |
| Gedenktafel | Marmor, Hochmittelalter | in der Kirche Notre-Dame (Lage) | PM33000048    | Classé       | 1908  |      |
| Glocke      | Bronze, 1584 gegossen   | in der Kirche Notre-Dame (Lage) | PM33000049    | Classé       | 1942  |      |